# Paola Celli
Paola Celli (Roma, 23 de agosto de 1967) es una deportista italiana que compitió en natación sincronizada. Ganó tres medallas de bronce en el Campeonato Europeo de Natación entre los años 1991 y 1995.

## Palmarés internacional
| Campeonato Europeo | Campeonato Europeo      | Campeonato Europeo | Campeonato Europeo |
| Año                | Lugar                   | Medalla            | Prueba             |
| ------------------ | ----------------------- | ------------------ | ------------------ |
| 1991               | Atenas (Grecia)         | Medalla de bronce  | Equipo             |
| 1993               | Sheffield (Reino Unido) | Medalla de bronce  | Equipo             |
| 1995               | Viena (Austria)         | Medalla de bronce  | Equipo             |